# 田中 (大字)
田中，原稱田中央，是臺灣彰化縣田中鎮的一個傳統地域名稱，也是全鎮行政及商業中心所在地，位於該鎮中部。相較於今日行政區，其範圍大致包括北路里、西路里不今北端、東路里、中路里、南路里、新庄里不含南部東側凸出部分、三安里東部不含東部邊界地帶中段、香山里西南端。

## 歷史
台灣清治末期至日治初期，田中地區為一街庄，稱為「田中央庄」，隸屬於武東堡。該庄西北、北及東北與卓乃潭庄為鄰，東邊一小段與普興庄為界，東南與內灣庄為鄰，南邊一小段邊界與十五庄為界，西南邊及西邊為內三塊厝庄、大新庄。
1901年（日治明治三十四年）11月，全台廢縣廳改設二十廳，該庄隸屬於彰化廳。1903年（明治三十六年）6月，該庄編入「田中央區」，隸屬於彰化廳。1909年（明治四十二年）10月，合併二十廳為十二廳，田中央區改隸屬於臺中廳。1920年（大正九年），該庄改制並簡化為「田中」大字，隸屬於臺中州員林郡田中庄。1940年，田中庄升格為田中街。
戰後田中街改制為田中鎮，隸屬於臺中縣，大字亦改制為里。1950年10月，中、彰、投分治，田中鎮改隸屬彰化縣。

## 聚落
本地區發展較早的聚落有田中央（田中）、大新、小新、三塊厝等，在日治期初期的官方地圖上已有記載。此外，本地區尚有北田中、新庄、大安、大新庄等聚落。

## 交通
台鐵縱貫線是台灣西部南北鐵路幹線，大致以北北西—南南東走向經過田中地區中部。境內設有田中車站，屬二等站，停靠部分普悠瑪號、自強號列車，及全部的莒光號、區間車、區間快車。由此車站可前往台鐵沿線各站。
縣道141號（東閔路二段）是員林至林內的道路，大致先以北北西—南南東走向轉北微西—南微東走向經過本地區東部，再以北微西—南微東走向轉北北西—南南東走向經過本地區南部凸出部分的東南端。由該道路北段向北北西轉北可前往社頭、員林並止於省道台1線路口，向南段向南南東可前往二水、林內並止於省道台3線路口。
縣道150號（斗中路一段、員集路二段、中南路三段）是芳苑至南投的道路，大致以西北西—東南東走向由本地區西部北側凸出部分入境，過八堡二圳田中橋後轉東北東，至員集路二段路口（也是鄉道彰96線起點路口）轉南微東，經中州路一段路口（也是鄉道彰95線終點路口、鄉道彰99線起點路口）後轉南南東，至中南路三段路口轉東微北，過高架橋跨過鐵路後轉東微南，經縣道141號路口、八堡一圳橋梁後出境。由該道路向西北西可前往北斗、埤頭、二林、芳苑等地，向東微南轉東北可前往名間西北部、南投並止於省道台3線、台14乙線路口。
鄉道彰95線（大社路一段、新生街、中路街、中州路一段）是排仔路頭至田中的道路，其東南側端點位於本地區西部的縣道150號（員集路二段）路口（也是鄉道彰99線起點路口）。由此向東微北至中路街路口轉北北西，至新生街路口轉西北，經鄉道彰96線路口、員集路二段另一路口、中正路路口並出境，可前往卓乃潭西南部、大新北部凸出部分的東北側、卓乃潭西部北側、大紅毛社南南西端、外三塊厝北部邊界地帶並止於鄉道彰83線路口。
鄉道彰96線（復興路）是田中至復興的道路，其西側端點位於本地區西北部的縣道105號路口（斗中路一段、員集路二段轉角）。由此向東北東經鄉道彰95線路口、鐵路平交道後轉東微北再轉東北東，經縣道141號路口、八堡一圳橋梁後出境，可前往卓乃潭南部東側凸出部分、普興中部偏西南並止於縣道137號路口。
鄉道彰99線（中州路一段～二段）是田中至潮洋厝的道路，其東北側端點位於本地區西部的縣道150號（員集路二段）路口（也是鄉道彰95線終點路口）。由此向西微南經八堡二圳六甲橋並出境後，可前往大新、東北斗東南部、下霸、西畔南部、圳寮東南部、潮洋厝並止於鄉道彰101線路口。
鄉道彰111線（大安路、員集路一段、東閔路一段460巷）是田中至大安的道路，大致以南南西—北北東走向由本地區南部凸出部分的西側邊界入境，經大安聚落北側至本地區東部邊界地帶，至員集路一段路口轉北北西，約20公尺後至東閔路一段460巷路口轉北北東，順路轉東微北過鐵路涵洞後轉北微西再轉東微北後出境。由該道路向南南西轉西南西經鄉道彰111-1線起點路口後轉西北再轉北北西可經內三塊厝前往大新並止於鄉道彰99線路口，向東微北可前往內灣西部並止於後庄聚落西北側的縣道141號路口。

## 學校
- 田中國中
- 田中國小
- 三潭國小
- 內安國小
- 大安國小（東部）

## 文化資產
- 壽山堂（縣定古蹟，陳景崧醫師家宅）
- 原臺中州農會田中倉庫（歷史建築）
- 台灣菸葉耕種時業改進社（歷史建築）

## 廟宇
- 田中乾德宮（媽祖廟）